# سازمان مدیریت و برنامه‌ریزی کشور
سازمان مدیریت و برنامه‌ریزی کشور سازمانی دولتی و زیرمجموعه ریاست جمهوری ایران بود که در دو دوره زمانی از سال‌های ۱۳۷۹ تا ۱۳۸۶ و ۱۳۹۳ تا ۱۳۹۵ به این عنوان فعالیت می‌کرد و بعد آن با حفظ کارکرد، به دو سازمان دیگر تجزیه شد.
نخستین بار در سال ۱۳۷۹ سازمان مدیریت و برنامه‌ریزی کشور از ادغام دو سازمان با عناوین سازمان امور اداری و استخدامی کشور و سازمان برنامه و بودجه تأسیس شد.
در دوران دولت نهم، تیم اقتصادی و شخص رئیس‌جمهور احمدی‌نژاد از ساختار بودجه‌ریزی و همچنین برنامه‌ریزی پیشرفت مرکزی در نهاد غیرتخصصی سازمان مدیریت و برنامه‌ریزی بجای نهادهای محلی مثل استانداری‌ها و بخشداری‌ها و نهادهای تخصصی مثل خود وزارت‌خانه‌ها انتقاد داشت و شخص رئیس‌جمهور با توجه به تجربه‌های دوران استانداری، این نهاد را از موانع کارها و پیشرفت در کشور می‌دانست؛ لذا در آبان سال ۱۳۸۶ دفاتر استانی سازمان مدیریت در استانداری‌ها ادغام شد تا برنامه‌ریزی و اجرا در این نهاد متمرکز باشد. قبل از انجام اینکار، رئیس وقت این نهاد به رهبر ایران مراجعه و دستور عدم ادغام را می‌گیرد که قبل از تحویل خبر دستور این ادغام توسط رئیس‌جمهور ابلاغ شده بود. در ادامه به دستور محمود احمدی‌نژاد، سازمان مدیریت و برنامه‌ریزی کشور منحل و وظایف آن در دو معاونت جدید ریاست جمهوری تحت عنوان معاونت برنامه‌ریزی و نظارت راهبردی و معاونت توسعه مدیریت و سرمایه انسانی رئیس‌جمهور ادغام شد. ادغام این سازمان در این دوره با موجی از تبلیغات منفی و به یکی از محورهای انتقادی اصلاح طلبان از این دولت تبدیل شد و اتهام‌هایی مثل مخالفت احمدی‌نژاد با برنامه‌ریزی، حذف این سازمان برای انجام بی حساب فساد یا باعث منفی شدن رشد اقتصادی و رشد نرخ ارز شدن حذف این سازمان به دولت نسبت داده می‌شود.
در ۱۳۹۳ در دولت حسن روحانی با ادغام دو معاونت تأسیس شده، سازمان مدیریت و برنامه‌ریزی کشور دوباره تشکیل داده شد و دفاتر استانی این سازمان نیز دوباره تشکیل شد، ولی در ۴ مرداد ۱۳۹۵ سازمان مدیریت و برنامه‌ریزی کشور مجدداً به دو سازمان برنامه و بودجه کشور و سازمان اداری و استخدامی تجزیه گردید و این دو سازمان به وضعیت سابق خود در پیش از سال ۱۳۷۹ بازگشتند. فلسفه وجودی سازمان برنامه و بودجه و سازمان اداری و استخدامی به‌لحاظ ماهوی از مشابهت زیادی برخوردار است به‌طوری که امکان تفکیک این دو سازمان در واحدهای استانی وجود ندارد و در مراکز استان‌ها همچنان با وضعیت سابق تحت عنوان سازمان مدیریت و برنامه‌ریزی استان فعالیت می‌کنند.

## تاریخچه

### سازمان برنامه و بودجه
سازمان برنامه و بودجه در سال ۱۳۲۷ برای نخستین بار با تصویب برنامه هفت‌ساله عمرانی اول با نام سازمان برنامه پایه‌گذاری شد. وظیفه این سازمان مراقبت و نظارت بر اجرای برنامه بود.

### سازمان امور اداری و استخدامی
«سازمان اداری و استخدامی» از سال ۱۳۴۵ فعالیت داشته و دوره‌های مختلفی را پشت سر گذرانده است. این سازمان تا سال ۱۳۷۹، «سازمان امور اداری و استخدامی کشور» نام داشت و مقام اول سازمان نیز با عنوان «دبیرکل»، در جایگاه معاون نخست‌وزیر ایران فعالیت می‌کرد که با انجام اصلاحات در قانون اساسی و حذف جایگاه نخست‌وزیری، این مقام به معاون رئیس‌جمهور تبدیل شد.

### تشکیل اولیه سازمان مدیریت و برنامه‌ریزی کشور
در دولت اول محمد خاتمی و مطابق مصوبه ۱۶ اسفند ۱۳۷۸ شورای عالی اداری، سازمان مدیریت و برنامه‌ریزی کشور از ادغام دو سازمان امور اداری و استخدامی کشور و سازمان برنامه و بودجه تأسیس شد و در ۱۷ تیر ۱۳۷۹ نمودار سازمانی آن تصویب و به اجرا درآمد. در دولت اصلاحات با ادغام چند موسسه و سازمان دیگر در آن، تشکیلات عظیم سازمان مدیریت و برنامه‌ریزی ایجاد شد که به مانعی جدی در چابکی و انعطاف‌پذیری دولت بدل شده بود. مجموعه‌ای که وظیفه اصلی خود را نوشتن برنامه روی کاغذ و طراحی تشکیلات و تعریف نقش و برنامه و بودجه‌ریزی توسط کارشناسان خود بجای نهادهای تخصصی و محلی می‌دانست.

### انحلال یا ادغام در دولت احمدی‌نژاد

#### دیدگاه‌ها به سازمان پیش از ادغام
تا پیش از شروع دولت نهم، کمتر کسی در بدنه کارشناسی دولت از نحوه عمل سازمان مدیریت و برنامه‌ریزی (برنامه و بودجه سابق) رضایت داشت که با تغییراتی که در دهه‌های گذشته در آن ایجاد شده بود، بیش از پیش کار برنامه و بودجه‌ریزی نهادهای تخصصی و محلی را در خود انحصاری کرده بود و اندیشه‌ورزی و برنامه‌ریزی کلان پیشرفت را رها کرده بود. سازمان مدیریت و برنامه‌ریزی در تمام دوران فعالیتش نماد آن موجود ناخوشایندی بود که مردم عادی آن را نماد «کاغذبازی» می‌خواندند و روشنفکران نیز این سازمان را با تعبیر «دیوان‌سالاری» به باد انتقاد می‌گرفتند. این دیدگاه از نظر تحلیلگران اقتصادی چندان بیراه نبود و آن‌ها نیز نفس وجود چنین دستگاه عریض و طویلی را محصول رویکردی به شدت دولت‌گرا و متمرکز به مدیریت اقتصادی می‌دانستند.

#### دولت نهم و نمایان شدن دوباره اختلاف سایر نهادها با سازمان
از ابتدای شروع به کار دولت نهم، مسئولان دولت جدید با سازمان برنامه در مسائل گوناگون به مشکل خوردند و از جمله این موارد نحوه تنظیم برنامه توسعه پنجم و تنظیم بودجه‌های سالانه بود. این اختلافات با درخواست علی احمدی، رئیس دانشگاه پیام نور وقت برای بودجه بیشتر جهت طرح توسعه‌ای جدید این نهاد تشدید شد که سازمان مدیریت به ریاست فرهاد رهبر آن را خلاف برنامه توسعه چهارم دانست و رد کرد. سپس وقتی ایشان وزیر آموزش و پرورش شد، دوباره درخواست بودجه این وزارت‌خانه به در بسته سازمان مدیریت خورد. مدیران دولت نهم و شخص رئیس‌جمهور احمدی‌نژاد از ابتدا از ساختار بودجه‌ریزی و برنامه‌ریزی کشور که به صورت برنامه‌ریزی مرکزی توسط کارشناسان غیرمتخصص به امور سازمان مدیریت و برنامه‌ریزی بود انتقاد داشتند و کلاً برنامه‌ریزی اصلی برای بودجه و توسعه را وظیفه نهادهای محلی و تخصصی مثل استانداری‌ها و وزارت‌خانه‌ها (به خصوص وزارت آموزش و پرورش و نیرو) دانسته و این نهاد را از موانع پیشرفت در کشور معرفی می‌کرد. احمدی‌نژاد بعدها می‌گوید از زمان استاندار بودن با عملکرد این نهاد به مشکل خورده بود و مانع کار بود.

#### اقدام به ادغام سازمان
در نهایت در اواخر سال ۱۳۸۵ رئیس‌جمهور وقت با دستوری دفترهای برنامه‌ریزی استانی سازمان مدیریت و برنامه‌ریزی را در استانداری‌ها ادغام می‌کند تا این نهاد هم مسئول برنامه‌ریزی توسعه و هم اجرای آن باشد. قبل از آن، فرهاد رهبر، رئیس سازمان مدیریت و برنامه‌ریزی در نامه‌ای به رئیس‌جمهور که عمومی منتشر می‌شود، می‌نویسد با این واگذاری، نقش این سازمان در مدیریت کلان اقتصادی ایران خنثی و بی‌اثر می‌شود و ادامه می‌دهد که این «تصمیمی فاقد مبانی کارشناسی و شتابزده» است. علی‌رغم اینکه رئیس‌جمهور وقت بر اینکار اصرار داشت، فرهاد رهبر در روزهای آخر ابلاغ دستور ادغام، بدون هماهنگی با هیئت دولت و رئیس‌جمهور برای بررسی این مسئله به رهبر ایران مراجعه می‌کند و مستقیم نامه‌ای مبنی بر مخالفت با ادغام این نهاد از رهبری می‌گیرد تا تحویل رئیس‌جمهور دهد، ولی درست قبل از تحویل آن، حکم ادغام دفاتر استانی این نهاد در استانداری‌ها توسط رئیس‌جمهور وقت ادغام می‌شود. با این وجود رهبر در سمت خود می‌ماند تا اینکه یک ماه بعد خود استعفا می‌دهد.
دو ماه بعد و در جریان بررسی‌های لایحه بودجه سال ۱۳۸۶، دولت وظیفه پرداخت حقوق کارکنان دولت را هم که پیش از این برعهده سازمان مدیریت و برنامه‌ریزی بود، به وزارت اقتصاد محول کرد. روند پرداخت حقوق کارکنان دولت پیش از آن به این‌گونه بود که پس از تصویب میزان حقوق پرداختی در بودجه سالانه، دستگاه‌ها رقم مورد نظر را در اختیار سازمان مدیریت قرار می‌دادند و سازمان مدیریت، حقوق کارکنان دولت را مجدد به دستگاه‌های دولتی اختصاص می‌داد. اما در آن زمان مقامات دولتی معتقد بودند با این تصمیم و رفع انباشت اختیارات در این سازمان و با متمرکز شدن وظیفه پرداخت حقوق در خود وزارت اقتصاد، حدود ۱۵۰۰ میلیارد تومان صرفه‌جویی انجام خواهد شد.
در نهایت در ۱۸ تیر ۱۳۸۶ با تصویب شورای عالی اداری، سازمان مدیریت در دو معاونت رئیس‌جمهور تحت عناوین معاونت برنامه‌ریزی و نظارت راهبردی و معاونت توسعه مدیریت و سرمایه انسانی ادغام گردید.
بسیاری از مخالفان این انحلال استدلال می‌کنند که دولت نمی‌تواند سازمانی که به‌دست مجلس تصویب شده را منحل کند. موافقان نیز مدعی هستند این انحلال نیست بلکه یک ادغام است. بدین معنا که معاونت نظارت و هماهنگی بر سیاست‌های اقتصادی و علمی معاون اول رئیس‌جمهور، معاونت هماهنگی و نظارت راهبردی نهاد ریاست جمهور، سازمان مدیریت و برنامه‌ریزی کشور و موسسات وابسته آن، با تمام وظایف و اختیارات و مسئولیت‌ها و دارایی و تعهدات و اعتبارات و امکانات و نیروی انسانی ادغام شدند و دو «معاونت برنامه‌ریزی و نظارت راهبردی» و «معاونت توسعه مدیریت و سرمایه انسانی» جایگزین آن گردیدند.

#### دلایل ادغام
منتقدان سازمان مدیریت و برنامه‌ریزی، مخالف برنامه‌ریزی نبوده و نیستند، بلکه مخالف برنامه‌ریزی متمرکز و ستادی و خارج از نهاد تخصصی مورد نظر توسط کارشناسان سازمان مدیریت و برنامه بودند، که این نوع برنامه‌ریزی نیز فقط بر روی کاغذ می‌ماند، چون نهاد تخصصی برنامه‌ریزی و بودجه‌ریزی از نهاد مجری و ناظر جدا شده بود و نه سازمان برنامه‌ای که چند سال یکبار تغییرات شگرفی در مدیریت خود می‌کرد در قبال پیشرفت پروژه‌ها پاسخگو بود و نه دفاتر تخصصی وزارت‌خانه‌ها و نهادهای استانی و شهرستانی به درستی مسئولت اجرای برنامه‌ها و بودجه‌ریزی‌های این سازمان را بر عهده می‌توانستند بگیرند، چون در بسیاری مسائل اختلاف نظر با کارشناسان سازمان برنامه داشتند و معمولا در امور مربوطه خود را دارای تخصص بالاتر می‌دانستند که کار برنامه‌ریزی و بودجه‌ریزی از آن‌ها سلب شده.
محمود احمدی‌نژاد، در نشست خبری خود در زمان ادغام این سازمان بیان دلایل این ادغام را چنین بیان می‌کند که:
مرکز برنامه‌ریزی کشور از ابتدای تأسیسش تا به حال ۱۰ بار تغییر شکل داده است. این اولین باری نیست که ما تغییر شکلش داده‌ایم. سازمان برنامه بوده و بعد شده برنامه و بودجه و بعدش شده وزارت و بعدش دوباره به سازمان برگشته و بعد ادغام شده است به نام سازمان مدیریت و برنامه‌ریزی. آنچه که برای ما مهم است این است که یک کانونی باید مختص اندیشه و برنامه‌ریزی برای کشور وجود داشته باشد. اما این سازمان مدیریت و برنامه‌ریزی ما خودش شده بود یک دستگاه اجرایی. اختیارات دستگاه‌ها را گرفته بود توی خودش، نه رئیسش و نه معاونینش، نه کارشناسانش فرصت اندیشه و برنامه‌ریزی نداشتند. به همین دلیل شما می‌بینید وضع موجود کشور حاصل همین سازمان برنامه‌ریزی است دیگر. همین سازمان مدیریت ۶۰ سال بوده است، این وضع کشور است. البته اشکالات مبنایی هم از نظر اندیشه‌ای در آنجا حاکم بوده چون پایه‌گذارش آمریکایی‌ها بوده‌اند و آمدند و هیچ‌گاه آن مبانی تغییر نکرد.
وی ادامه می‌دهد که:
دو نکته را شما عنایت کنید. یکی اینکه نظام برنامه‌ریزی ما باید پاسخگوی نیازهای خود ما باشد؛ یعنی الگوی بومی ما برای برنامه‌ریزی نیاز داریم. شما ببینید؛ ۶۰ سال برنامه‌ریزی کردیم این وضع روستاهای ماست. این وضع مهاجرت به شهرهای ماست. این وضع مسکن ماست. آن ساختاری که ما درست کرده‌ایم و ضوابطی که برای آن نوشته‌ایم، خروجی‌اش همین است؛ یعنی یک کارخانه‌ای است که دارد نوشابه درست می‌کند. شما نمی‌توانید از آن کارخانه شیر پاستوریزه بیاورید بیرون. دقت کنید. شما باید این چرخه تولید را عوض کنید. فرمول‌هایش را عوض کنید تا بشود از آن شیر پاستوریزه تولید کرد … یک سازمانی که خودش را بزرگ کند و همه اختیارات را بگیرد و در خودش بلوکه کند، این که نمی‌تواند مشکل کشور را حل کند.
احمدی‌نژاد در نشست دیگری که با اقتصاددانان منتقد سیاست‌های اقتصادی دولت در سال ۱۳۸۶ داشت، این استدلال را برای ادغام ساختار سازمان مدیریت بیان می‌کند که:
یکی از وظایف سازمان مدیریت و برنامه‌ریزی، اصلاح ساختار اداری کشور بوده است، اما برخلاف این کارکرد، حجم این سازمان طی پنج سال اخیر دو برابر شده است. با این وضع چگونه سازمان مدیریت می‌تواند بقیه دستگاه‌های دولتی را کوچک کند؟
او پیش از این تأکید کرده بود که «ما می‌خواهیم به ساختار سازمان مدیریت برش بزنیم» و این سازمان را سازمانی «زنگوله پا» توصیف می‌کند. او می‌گوید که با تصمیم خود می‌خواهد «زنگوله‌هایی که به پای این سازمان آویزان شده» را جدا کند.
ایجاد موج مخالفت‌ها به دولت با بهانه قرار دادن حذف سازمان برنامه
انحلال سازمان مدیریت و برنامه‌ریزی بلافاصله با واکنش بسیار منفی رسانه‌های زنجیره‌ای اپوزوسیون دولت تبدیل شد و به یکی از دلایل مخالفت با دولت در انتخابات‌های بعد تبدیل گشت. همواره با هیاهوی بسیار منتقدان دولت همراه بوده است، اما امروز از آن سازمان عریض و طویلی که برای گرفتن بودجه از آن، باید مرارت‌های بسیاری کشیده می‌شد، خبری نیست.

### تشکیل دوباره در دولت یازدهم
با انتخاب حسن روحانی به عنوان رئیس‌جمهور ایران زمزمه‌های احیاء این سازمان شنیده می‌شد. روحانی در نخستین نشست خبری خود اعلام نمود که سازمان را احیا می‌کند. و در روز ۲۸ خرداد (سه روز پس از انتخاب روحانی به عنوان ریاست جمهوری)، مجلس شورای اسلامی ایران یک فوریت برای تشکیل سازمان مدیریت تصویب نمود.
محمدباقر نوبخت معاون برنامه‌ریزی و نظارت راهبردی حسن روحانی در مورد احیای سازمان مدیریت و برنامه‌ریزی نیز می‌گوید تشکیل این سازمان از اولویت‌های در نظر گرفته شده است و در ۱۰۰ روز پس از تشکیل دولت تدبیر و امید اجرایی می‌شود. با احیای مجدد سازمان مدیریت و برنامه‌ریزی دیگر برنامه‌ها و طرح‌های عمرانی و اقتصادی کشور براساس ارادهٔ شخصی رئیس‌جمهور تهیه و تنظیم نخواهد شد بلکه کابینه دولت یازدهم براساس نظرات و دیدگاه‌های کارشناسان اقتصادی و صنعتی اهتمام خود را برای اجرای برنامه‌های اقتصادی و توسعهٔ صنعتی کشور به کار می‌بندد که به ایجاد انضباط اقتصادی خواهد انجامید.
اما با وجود گذشت بیش از یکسال از شروع کار دولت یازدهم ایران، شروع فعالیت این سازمان همچنان عملی نشده بود از جمله دلایل عدم فعالیت این سازمان را مخالفت استانداران دولت یازدهم با این سازمان عنوان کرده‌اند که شروع فعالیت این سازمان، کاهش قدرت و اختیارات استانداران را در پی خواهد داشت. در نهایت در ۱۹ آبان ۱۳۹۳، با دستور رئیس‌جمهور و تصویب شورای عالی اداری، با ادغام دو معاونت برنامه‌ریزی و نظارت راهبردی و توسعه مدیریت و سرمایهٔ انسانی رئیس‌جمهور، سازمان مدیریت و برنامه‌ریزی کشور، با مصوبه شورای عالی اداری احیاء گردید. در تاریخ ۸ دی ماه سال ۱۳۹۳ حسن روحانی در اجرای اصل ۱۲۶ قانون اساسی طی حکم جدید محمدباقر نوبخت را به عنوان معاون رئیس‌جمهور و رئیس سازمان مدیریت و برنامه‌ریزی کشور منصوب کرد.

### انشعاب مجدد در دولت یازدهم
در ۴ مرداد ۱۳۹۵ و در دولت حسن روحانی، سازمان مدیریت و برنامه‌ریزی کشور مجدداً به دو سازمان برنامه و بودجه و سازمان امور استخدامی تجزیه گردید و محمدباقر نوبخت به عنوان رئیس سازمان برنامه و بودجه و جمشید انصاری به عنوان رئیس سازمان امور استخدامی منصوب گردیدند.

## اختیارات و وظایف
در ماده ۲ طرح ادغام معاونت‌های برنامه‌ریزی و نظارت راهبردی و توسعه مدیریت و سرمایه انسانی رئیس‌جمهور و تشکیل سازمان مدیریت و برنامه‌ریزی کشور آمده است:
1. مطالعات آینده پژوهی، توسعه‌ای و آمایش سرزمین و شناخت ظرفیت‌ها و امکانات کشور
2. مطالعه و تدوین الگوی اسلامی ایرانی پیشرفت
3. طراحی نظام برنامه‌ریزی و تدوین برنامه‌های بلند مدت، میان مدت و کوتاه مدت ملی، تدوین برنامه‌های ملی استانی توسط واحدهای استانی و ارائه الگوهای نوین و بومی برای اداره مطلوب بخش‌های مختلف کشور
4. طراحی نظام بودجه ریزی و تهیه و تدوین بودجه‌های سالانه، ابلاغ بودجه مصوب، تخصیص منابع، شرح عملیات شامل اهداف کمی، استانداردها و قیمت تمام شده خدمات و طرح‌ها و طراحی نظام هوشمند مدیریت بودجه و مالی کشور
5. بررسی و تعیین نقش‌ها و حدود وظایف بخش دولتی و غیردولتی در چارچوب اسناد بالادستی و قوانین مصوب، طراحی ساختار کلان دولت و تأیید ساختار دستگاه‌های اجرایی، طراحی برنامه‌های تمرکز زدایی، طراحی و تدوین نظام اداری و نظام‌های تصمیم‌گیری، طراحی و استقرار مدیریت فرایندهای منابع انسانی و نظام شایستگی، راهبری استقرار: دولت الکترونیک، چرخه بهره‌وری، نظام‌های مشارکت، خصوصی‌سازی و برون سپاری، خرید خدمت یا محصول، نظام ارتقای سلامت اداری و سایر فناوری‌های نوین اداری

۶- تهیه، تدوین و ابلاغ معیارها و ضوابط مطالعاتی، فنی و اجرایی طرح‌های عمرانی و سرمایه‌گذاری شرکت‌های دولتی و موسسات عمومی و تدوین ضوابط تشخیص صلاحیت و انجام رتبه‌بندی اشخاص حقیقی و حقوقی طرف قرارداد با دستگاه‌های اجرایی ملی و استانی موضوع ماده ۵ قانون مدیریت خدمات کشوری مصوب ۸/۷/۱۳۸۶ در زمینه‌های عمرانی، مطالعاتی، آموزشی و خدماتی
۷- طراحی و استقرار نظام مدیریت عملکرد شامل تهیه الگوهای نظارت و ارزشیابی، تدوین گزارش‌های نظارتی و ارزشیابی از تهیه و اجرای برنامه‌های بلندمدت، میان مدت و کوتاه مدت ملی و استانی و طرح‌های عمرانی و فعالیت‌های دستگاه‌های اجرایی و موضوعات محوری نظیر بهره‌وری، شفافیت، پاسخگویی، نقش و مشارکت مردم در اداره کشور و ارائه به مراجع ذی‌ربط از جمله مجلس شورای اسلامی براساس قوانین و مقررات
۸- طراحی معیارهای ارزیابی عملکرد و سنجش بهره‌وری و انجام ارزشیابی و رتبه‌بندی دستگاه‌های اجرایی ملی و استانی موضوع ماده ۵ قانون مدیریت خدمات کشوری در میزان تحقق برنامه‌های توسعه و بودجه سالانه، ارتقای بهره‌وری و اصلاحات اداری و مدیریتی و ارائه پیشنهادهای تنبیهی و تشویقی برای دستگاه‌های اجرایی
۹- ارزیابی میزان پیشرفت کشور در چارچوب سیاست‌های کلی نظام و اهداف کمی و کیفی سند چشم‌انداز و برنامه‌های بلند مدت و میان مدت همراه با تحلیل‌های لازم
تبصره – این گزارش‌ها به صورت سالانه منتشر و در اختیار همگان قرار می‌گیرد.
1. بررسی و اظهارنظر دربارهٔ پیش‌نویس لوایح و مصوبات دستگاه‌های اجرایی در چارچوب مأموریت‌های سازمان جهت هماهنگی و تطبیق با اسناد فرادستی نظیر سیاست‌های کلی نظام، قوانین موجود، برنامه‌های بلندمدت و میان مدت و منابع عمومی کشور و نیز ارائه گزارش‌های لازم برای بیان پیامدها و شفافیت در اتخاذ تصمیم‌ها قبل از تصویب در مراجع قانونی.
2. سایر مأموریت‌ها و وظایف مذکور در قوانین برنامه و بودجه کشور، مدیریت خدمات کشوری، برنامه‌های پنجساله توسعه و دیگر قوانین موضوعه.

تبصره – رویکرد سازمان در کلیه مأموریت‌ها و وظایف موضوع این ماده با توجه به سند چشم‌انداز باید در راستای تولید کالا یا خدمت با هزینه کمتر، کیفیت بهتر و سرعت بیشتر نسبت به کشورهای منطقه باشد.